# Zoropsis beccarii
Espèce
Zoropsis beccarii est une espèce d'araignées aranéomorphes de la famille des Zoropsidae.

## Distribution
Cette espèce est endémique de Turquie.

## Description
La femelle subadulte holotype mesure 11,4 mm.

## Étymologie
Cette espèce est nommée en l'honneur de Nello Beccari.

## Publication originale
- Caporiacco, 1935 : Escursione del Prof. Nello Beccari in Anatolia. Aracnidi. Monitore Zoologico Italiano, vol. 46, p. 283-289.